# Euphranta canangae
Euphranta canangae är en tvåvingeart som beskrevs av Hardy 1955. Euphranta canangae ingår i släktet Euphranta och familjen borrflugor. Inga underarter finns listade i Catalogue of Life.